# 252 v. Chr.
Portal Geschichte | Portal Biografien | Aktuelle Ereignisse | Jahreskalender | Tagesartikel

◄ |
4. Jahrhundert v. Chr. |
3. Jahrhundert v. Chr. |
2. Jahrhundert v. Chr. |
►

◄ | 270er v. Chr. | 260er v. Chr. | 250er v. Chr. | 240er v. Chr. |
230er v. Chr. |
►

◄◄ | ◄ | 255 v. Chr. | 254 v. Chr. | 253 v. Chr. | 252 v. Chr. |
251 v. Chr. |
250 v. Chr. |
249 v. Chr. |
► |
►►
Staatsoberhäupter

## Ereignisse

### Römisches Reich
- Die Römer gewinnen die Liparischen Inseln. Auch Thermae, der letzte karthagische Stützpunkt an der sizilischen Nordküste, wird römisch.
- Die römischen Zensoren Manius Valerius Maximus Corvinus Messalla und Publius Sempronius Sophus geben eine Senatorenliste heraus und verfügen den Ausschluss von 16 Mitgliedern aus dem Senatorenstand.

## Gestorben
- Abantidas, Tyrann von Sikyon (ermordet)